# Đorđe Nikolić
Đorđe Nikolić (szerbül: Ђорђе Николић; 1997. április 13.) szerb válogatott labdarúgó, jelenleg a Sivasspor játékosa, kapus.

## Pályafutása

### Klubcsapatokban

#### FC Basel
Nikolić 2016 júniusában írt alá 4 évre a svájci élvonalbeli Basel csapatához. 2017. április 1-jén mutatkozott be a csapatban az FC St. Gallen ellen.

#### Újpest FC
2022. szeptember 2-án jelentették be, hogy az Újpest csapatába igazolt. 2022. szeptember 11-én mutatkozott be a csapatban a Vasas SC ellen.
Pár hónap múlva Milos Kruscsics vezetőedző őt nevezte ki csapatkapitánynak.

#### Sivasspor
2024. január 26-án a Sivasspor csapatához szerződött.

### Válogatottban
2021. június 7-én mutatkozott be egy barátságos mérkőzésen a Szerb labdarugó-válogatottban, Jamaica csapata ellen.

#### Mérkőzései a szerb válogatottban
| #  | Dátum           | Ellenfél | Eredmény | Kiírás              | Esemény |
| -- | --------------- | -------- | -------- | ------------------- | ------- |
| 1. | 2021. június 7. | Jamaica  | 1 – 1    | barátságos mérkőzés | 46'     |

## Sikerei, díjai
FC Basel
- Svájci bajnok: 2016–2017
- Svájci kupagyőztes: 2017